# Shudrá

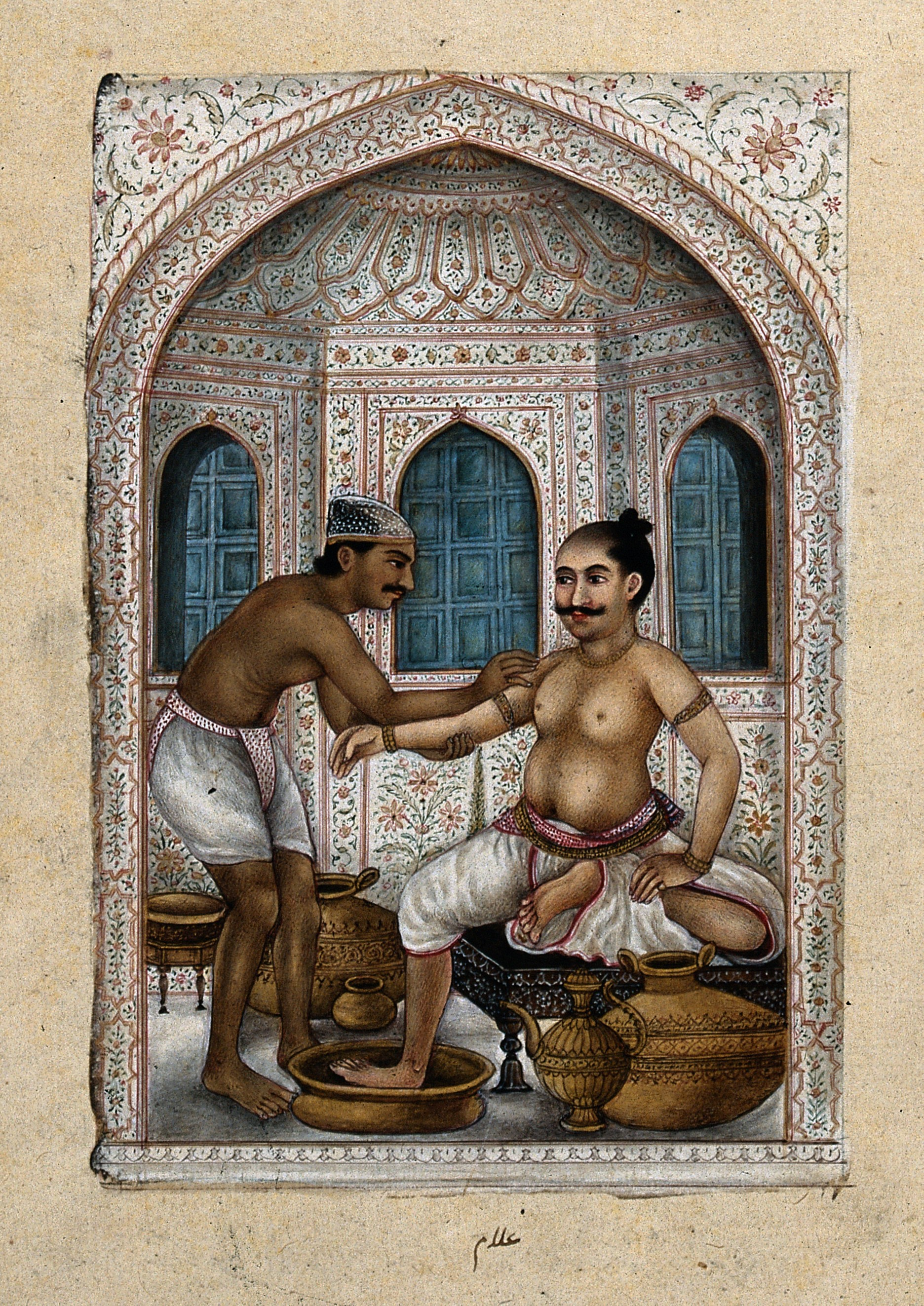
Un ghulum, o asistente de baño de la casta Shudrá (izquierda), atendiendo a un cliente (derecha)

En la cultura hinduista, un shudra es el miembro de la cuarta y última casta, la de los siervos (peones que trabajaban por comida y techo).

## Nombre sánscrito
- śūdra, en el sistema AITS (alfabeto internacional para la transliteración del sánscrito).
- शूद्र, en escritura devanagari del sánscrito.
- Pronunciación:
  - /shuudrá/.[1] o bien
  - /shúdra/ o /shúdr/ en varios idiomas modernos de la India (como el bengalí, el hindí, el maratí o el palí).

## Etimología
Mientras que los orígenes de los nombres de las otras tres castas se pueden trazar hasta palabras indoarias o incluso protoindoeuropeas, la raíz de esta palabra shudra es incierta.
En la India han inventado una etimología peyorativa para esta palabra sánscrita shudra: shuchāt drávanam: ‘una persona que necesita limpieza’.[cita requerida]
Según Srisa Chandra Vidiarnava, la Chandoguia-upanishad deriva la palabra shudra de shubhá: ‘dolor’. El término sánscrito shuchāt drávanam significaría ‘aquel que se derrite cuando escucha acerca del dolor de otro’, o ‘alguien que se ve afectado por pequeñeces y se lamenta por bagatelas’.
También señala que según gramáticos y lexicógrafos posteriores, shudra derivaría de la raíz shuch: ‘purificarse’, y que la letra cha se transformó en dra y se acentuó.
Según el Artha-shastra de Chanakia (350-283), śudra podría derivar de kṣudra (alguien que se ocupa en hacer cuentas en miniatura).
Según el Diccionario sánscrito-inglés de Monier Williams, kshudra significa:
- diminuto, pequeño, minúsculo
- partícula de polvo
- partícula de harina
- partícula de arroz
- mosquita, jején
- cruel, bajo, malvado, vil
- malvado (dicho de manera cómica).
- tacaño, avaro
- pobre, indigente
- mujer de baja ley o despreciable
- mujer mutilada o lisiada
- mujer pendenciera
- prostituta
- bailarina
- kshudra-roga (‘enfermedad insignificante’): una clase de enfermedades de menor importancia (de las cuales se enumeran 44, sobre todo exantemas de diferentes tipos).

Shudra podría derivar de shudréh, una vestimenta superior utilizada por antiguos sacerdotes iraníes. Después de la división entre los arios iraníes y los arios indios, todo lo relacionado con el sacerdocio iranio podría haber sido considerado como un término peyorativo y por lo tanto shudréh pasara a ser usado por las castas inferiores de la India.

## La cuarta casta
A los miembros de las cuatro castas indias se les llama:
- brahmanes (sacerdotes ritualísticos y maestros de recitación memorística de las Escrituras).
- chatrías (militares y políticos, que administraban personas y bienes, y hacían la guerra contra localidades vecinas).
- vaishias (comerciantes, agricultores y ganaderos).
- shudras (esclavos y peones de todo tipo: campesinos, proveedores de servicios, artesanos, limpiadores).

Fuera de esas cuatro castas se encuentran los descastados dalits (parias), que eran los miembros de grupos étnicos no hinduistas (más tarde los dalits fueron absorbidos por distintas facciones de la religión hinduista).
Cualquiera de las cuatro castas (incluso un esclavo) que era tocado incluso por la sombra de un dalit, debía realizar un ritual de purificación antes de poder acceder a un templo, o acercarse al altar de su propio hogar.

## Descripción
Los shudras eran básicamente sirvientes, campesinos, alfareros, zapateros, boteros, etc. (o sea, no podían dedicarse a nada de lo que podían hacer las otras tres castas).
A los shudras solo se les daba alojamiento y comida. No se les pagaba sueldo, por lo que no tenían propiedades para legar en herencia.
La condición social de los shudras solo difería de la esclavitud en que los shudras no podían ser empleados en menesteres considerados «impuros», y en que no se consideraban mercancía.

## Los shudras en el «Rig-veda»
En el Rig-veda 9.20.12 (el texto épico-religioso más antiguo de la literatura de la India, de mediados del II milenio a. C.), dentro de la oración «Púrusha sukta» se dice que los bráhmanas (sacerdotes) nacieron de la cabeza del Púrusha (‘varón’, Dios), los chatrías (guerreros) de sus brazos y los vaishias (comerciantes) de la barriga. En cambio, «padbhiam shudró ayaiatá»: ‘De los pies los esclavos nacieron’.

## Los shudras en los libros de leyes hinduistas
Más de un milenio después, en las Leyes de Manu (1.87) dice que los shudras nacieron de los pies del dios Brahmā. A esos kevala-śūdrá (‘esclavos puros’) se los considera de un rango superior a las caídas castas mezcladas mlecha, tan numerosas en la India.
Según las Leyes de Manu 1.91, la máxima aspiración de un shudra tenía que ser la de entrar al servicio de algún individuo de las tres castas superiores.

Un brahmán puede con perfecta paz mental tomar posesión de los bienes de un shudra, porque ―como nada en absoluto pertenece a este shudra― el shudra es aquel cuya propiedad puede ser tomada por su amo.
De hecho, un shudra no debe tener ninguna riqueza ―incluso si él fuera capaz de ganarla―, porque la mera posesión de alguna riqueza por parte un shudra lesiona la visión de un brahmán.
Leyes de Manu 76

En ese texto se explica que si un miembro de las tres castas superiores mataba a un shudra a su servicio, la praiaschita (expiación) equivalía a la que se debía pagar por haber matado una cantidad de insectos que llenaran un carro hasta el tope.
La expiación del pecado de haber matado a chatría, un vaisia o un shudra equivale a una cuarta parte, una octava parte y una dieciseisava parte de la expiación que corresponde por el asesinato de un brahmán.
La expiación por haber matado a un burro, un perro, un gato, una mangosta, un búho, una rana o un cuervo equivale a la expiación que corresponde por matar a un shudra.
Si un shudra alcanza a oír la recitación de los Vedas, se le debe llenar ambos oídos con plomo fundido.
Si un shudra recita un mantra de los Vedas se le debe cortar la lengua.
Si un shudra aprende de memoria un mantra de los Vedas se lo debe cortar en dos.
Si un shudra trata de atacar a un brahmán, en su siguiente vida nacerá en un infierno donde sufrirá cien años solamente por ese acto.
Si un shudra ataca de hecho a un brahmán, en su siguiente vida nacerá en un infierno donde sufrirá mil años seguidos, solamente por ese acto.
Si un varón shudra tiene relaciones sexuales con una mujer hija de un brahmán, se le quitarán sus pocas pertenencias y se le cortará el pene y los testículos.
Si un shudra mata a otro shudra, debe darle diez vacas en caridad a los brahmanes.
Si un shudra mata a un vaisia, debe darle cien vacas en caridad a los brahmanes.
Si un shudra mata a un chatria, debe darle mil vacas en caridad a los brahmanes.
Si un shudra mata a un brahmán debe ser matado, porque solo el asesinato de un brahmán es un asesinato.
Si un brahmán se casa con una mujer shudra sus hijos son parias, porque ―según las Leyes de Manu― si un hombre superior se convierte en un ser inferior si se relaciona con un ser inferior; en cambio si un hombre inferior se relaciona con un ser superior, no se convierte en un ser superior.
Si un shudra mata una mangosta, un cuervo, un jabalí, una rata, un gato, una cabra, una oveja, un perro o una gallina deberá observar medio voto prayapatia.
Si un shudra mata un caballo deberá observar tres votos prayapatia.
Si un shudra mata involuntariamente un elefante o una vaca deberá observar otros ritos más severos.
Si un shudra mata de manera voluntaria a una vaca no hay otra penitencia que la muerte.
Si un shudra se sienta cerca y a la misma altura que un brahmán, se le deben rebanar las nalgas (según las Leyes de Manu 8:281).
Según el Brijaspati-smriti (3.12.12), si un shudra enseña los preceptos de la religión o pronuncia una frase del Veda [el Rig-veda] o insulta a un brahmán, se le debe cortar la lengua.

## Los shudras en el «Majabhárata»
Más o menos en esa misma época (posiblemente el siglo III a. C.), el Bhagavad-guitá dice:

Chatur varniám maiá srishtám

guna karma vibhagasháj

‘Las cuatro castas por mí fueron creadas
sobre la base de las gunas [las cualidades personales de cada uno] que del karma [de vidas pasadas] nos vienen’.
Krisná, en el Bhagavad-guitá 4.13